# Мелик Арслан-бей
Малик Арслан-бей (тур. Melik Arslan Bey; ум.1465) — правитель (1454—1466) бейлика (эмирата, княжества) Дулкадир. Сын Сулейман-бея. Правление Мелик Арслана пришлось на годы конфликта Османской империи с Ак-Коюнлу и Мамлюкским султанатом из-за соседнего бейлика, Караманогуллары. Мелик Арслан был заподозрен мамлюками в желании перейти на сторону османов. Это привело к тому, что мамлюкский султан Кушкадам приказал его убить. Мелик Арслан погиб осенью 1465 года, а на место бея был поставлен другой сын Сулеймана, Шахбудак.

## Биография
В 1454 году умер правитель бейлика Дулкадир Сулейман. После его смерти осталось большое количество сыновей, что привело к борьбе за престол. Первым, кто унаследовал трон, был Мелик Арслан. Чтобы заручиться поддержкой мамлюков, Мелик Арслан послал меч своего отца султану Сайфеддину Айналу, как знак своего подчинения. Между тем его дядя Фейяз служил мамлюкам в Триполи. Получив известие о смерти брата, Фейяз счёл себя законным наследником престола, поэтому отправился в Каир, чтобы попросить у султана поддержки. Но султан уже признал Мелика Арслана как бея Дулкадира.
Десять лет правления Мелика Арслана прошли спокойно. В 1464 году в соседнем бейлике, Карамане, начались беспорядки. Правитель бейлика, Ибрагим, имел любимого сына от наложницы, Исхака, которого он планировал сделать наследником. Другие сыновья Ибрагима были двоюродными братьями Мехмеда II, их матерью была сестра Мурада II. Когда в 1463/64 году Ибрагим серьёзно заболел, Пир Ахмет осадил Ибрагима и Исхака в Конье. Ибрагим-бею с Исхаком пришлось бежать, а Пир Ахмет провозгласил себя правителем. Старый правитель умер по дороге в крепость Гевела, Пир Ахмет доставил его тело в Ларинду и похоронил возле его имарета. После смерти Ибрагима-бея его сыновья не смогли договориться. Мелик Арслан решил воспользоваться этим периодом нестабильности и стал нападать на земли Карамана и грабить их. В этот период государство Ак-Койюнлу достигло пика своей власти при правлении Узун Хасана. Многие туркменские беи вместе со своим окружением поступили к нему на службу. Исхак последовал их примеру и обратился к Узун Хасану за помощью. Ни правитель Ак-Коюнлу, ни мамлюки не хотели, чтобы Караман перешёл под контроль османов, поэтому Узун Хасан при согласии мамлюков пришёл на помощь Исхаку с войском, изгнал Дулкадиридов из Карамана и утвердил на троне эмирата Исхака. С помощью Узун Хасана Исхак прогнал Пир Ахмета, который укрылся у Мехмеда II. Мехмед воспользовался возможностью посадить в Карамане своего правителя, и уже в следующем 1465 году Пир Ахмет с подкреплениями, которые он получил от султана, в свою очередь прогнал Исхака, разбив его силы у Эрменека.
Мамлюкский султан, увидев, что Караман перешёл под контроль османов, обратился к Мелик Арслану Дулкадириду с просьбой помочь Исхаку против Пир Ахмета Караманида. Но Мелик Арслан не выполнил эту просьбу. Он пытался наладить хорошие отношения с османами, что не могли не заметить в Каире. Султана Кушкадама (1461—1467) это беспокоило, так что Мелик Арслану пришлось писать султану в Каир и уверять его в своей преданности.
Узун Хасан предложил мамлюкскому султану поменять замок Гергера, сданный ему жителями в мае 1464 года, на крепость Харпут, потерянный им в начале 1465 года. Султан Кушкадам отклонил это предложение, заявив, что Харпут должен принадлежать дулкадирцам. Мамлюки претендовали на сохранение контроля над Дулкадирогуллары и Караманогуллары. Однако мамлюкский султан не смог помешать Узун Хасану осадить принадлежавший Дулкадиру Харпут. Мелик Арслан, которому сообщили, что город осаждён, перешёл Евфрат с армией в тридцать тысяч человек и напал на войска Ак-Койюнлу. В ответ Узун Хасан развернул войска навстречу Мелик Арслану. Оценив на месте обстановку, бей Дулкадира понял, что его армия уступает по численности и силе, и повернул к Малатье. Узун Хасан преследовал Мелик Арслана до Малатьи, а затем и до Эльбистана. Бею Дулкадира пришлось бежать из столицы, которая была захвачена и разграблена. После этого Мелик Арслан был вынужден пойти на условия противника. Узун Хасан отправил на переговоры в Дулкадир своего визиря, который заявил, что его правитель согласен на заключение мирного соглашения лишь при условии передачи ему Харпута. Кроме того, Мелик Арслану пришлось освободил всех пленных, захваченных у Ак-Койюнлу. В сентябре 1465 года Харпут был передан Узун Хасану .
Султан Кушкадам принял посланника Мелик Арслана, доставившего в Каир сообщение о событиях, и выразил недовольство тем фактом, что Харпут был передан Ак-Койюнлу. Узун Хасану пришлось объясняться, его посол сказал, что захват города был направлен не против мамлюков, а против османов. Чтобы не вступать в конфликт с Кушкадамом, Узун Хасан передал ключи от города прибывшему мамлюкскому наместнику. Борьба за обладание Анатолией между османами и мамлюками в этот период обострилась. Брат Мелик Арслана, Шахбудак, находился в мамлюкском государстве, искал помощи, желая занять трон Дулкадира, и использовал любые предлоги, чтобы настроить мамлюков против Мелик Арслана. В итоге мамлюки стали подозревать Мелик Арслана в стремлении перейти под власть османского султана. В октябре 1465 года во время совершения молитвы в мечети Эльбистана Мелик Арслан был зарезан. На место Мелик Арслана мамлюками был поставлен Шахбудак.
Ибн аль-Тагриберди (ум. 874/1469) дважды упомянул убийство Мелик Арслана. В первый раз он не счёл нужным назвать виновного, в другом месте он сообщал, что по слухам убийцу отправил в Эльбистан Кушкадам. Абдулбасит аль-Малати (ум. 920/1514) и Ибн Ийас (ум. 930/1524) указывали, что Мелик Аслан был убит по приказу султана.